# Maximum Megadeth
Maximum Megadeth — сборник американской треш-метал-группы Megadeth, выпущенный в 1991 году вскоре после студийного релиза Rust in Peace. Альбом включает в себя песни с предыдущих релизов, две из которых концертные, записанные в Лондоне 14 октября 1990 года.

## Список композиций
1. «Peace Sells»
2. «Hangar 18» (концерт)
3. «In My Darkest Hour»
4. «Holy Wars... The Punishment Due»
5. «Anarchy in the UK» (концерт)
6. «Wake Up Dead»
7. «Hook in Mouth»
8. «Lucretia»

## Участники записи
- Дэйв Мастейн — гитара, вокал (во всех песнях)
- Крис Поланд — гитара (в песнях 1, 6)
- Джефф Янг — гитара (в песнях 3, 5, 7)
- Марти Фридмен — гитара (в песнях 2, 4, 8)
- Дэвид Эллефсон — бас-гитара (во всех песнях)
- Гар Самуэльсон — ударные (в песнях 1, 6)
- Чак Белер — ударные (в песнях 3, 5, 7)
- Ник Менца — ударные (в песнях 2, 4, 8)